# آقای مطلوب (فیلم ۲۰۱۵)
«آقای مطلوب» (انگلیسی: Mr. Right) فیلمی آمریکایی در سبک کمدی رمانتیک است که در سال ۲۰۱۵ منتشر شد.

## موضوع فیلم
زنی عاشق یک آدمکش حرفه‌ای و فراری می‌شود.